# Apartment 23
Apartment 23 (Originaltitel: Don’t Trust the B---- in Apartment 23) ist eine US-amerikanische Sitcom mit Krysten Ritter, Dreama Walker und James Van Der Beek in den Hauptrollen. Sie wurde ab 2012 von 20th Century Fox Television, einer Schwesterfirma von 20th Century Fox, für den US-Sender ABC produziert. Die Serie handelt von dem Kleinstadtmädchen June und dem Partygirl Chloe, die sich eine Wohnung teilen. Die Erstausstrahlung in den USA erfolgte am 11. April 2012 bei ABC im Comedyblock nach Modern Family. In Deutschland wurde die Serie erstmals am 28. Februar 2013 auf ProSieben ausgestrahlt.

## Handlung
Die optimistische June Colburn, ein Kleinstadtmädchen, zieht für ihren Traumjob nach New York City. Doch ihr Chef entpuppt sich als betrügerischer Finanzmakler, und June landet unverschuldet auf der Straße. Ohne Wohnung macht sie sich auf die Suche nach einem neuen Job. Schnell findet sie eine Stelle in einer Coffee Bar. Auf der Suche nach einer Mitbewohnerin lernt sie das temperamentvolle Partygirl Chloe kennen. Zwischen den beiden entwickelt sich eine ungewöhnliche Freundschaft, obwohl Chloe June zunächst nur ausnutzen will. Chloe führt June in die New Yorker Party-Szene ein, und June lernt Chloes besten Freund kennen: den ehemaligen Dawson’s-Creek-Star James Van Der Beek. Doch die Freundschaft wird auf eine harte Probe gestellt, als sich James mit June anfreundet und Chloe eifersüchtig wird.

## Produktion
Die Serie wurde ursprünglich unter dem Titel Don’t Trust the Bitch in Apartment 23 für den Sender Fox im Jahr 2009 entwickelt, doch der Sender ließ das Projekt fallen. Im Januar 2011 gab ABC grünes Licht für die Produktion einer Pilotfolge. Im Februar und März des gleichen Jahres wurden Krysten Ritter, Dreama Walker und James Van Der Beek für die Hauptrollen gecastet. Am 13. Mai 2011 bestellte der Sender die Serie unter dem neuen Titel Apt. 23 zur sogenannten Midseason. Im Oktober 2011 wurde der Serientitel wieder dem ursprünglichen Namen angepasst, nur das Wort „Bitch“ wurde in „B----“ abgeändert.
Für ihre Rolle der Chloe erhielt Krysten Ritter in der ersten Staffel 75.000 US-Dollar pro Episode. Obwohl die Einschaltquoten im Laufe der Ausstrahlung etwas gesunken waren, gab ABC im Mai 2012 die Produktion einer zweiten Staffel bekannt. Nach weiter gesunkenen Einschaltquoten während der ersten Episoden der zweiten Staffel wurde die Serie im Januar 2013 mit sofortiger Wirkung vom Sendeplan genommen. Die Serie gilt damit als eingestellt.

## Besetzung und Synchronisation
Die Synchronisation der Serie wurde bei der Arena Synchron nach Dialogbüchern von Marius Clarén und unter der Dialogregie von Clarén und Timmo Niesner erstellt.
| Rollenname         | Schauspieler       | Hauptrolle (Episode) | Nebenrolle (Episode) | Synchronsprecher   |
| ------------------ | ------------------ | -------------------- | -------------------- | ------------------ |
| Chloe              | Krysten Ritter     | 1.01–2.19            |                      | Shandra Schadt     |
| June Colburn       | Dreama Walker      | 1.01–2.19            |                      | Luisa Wietzorek    |
| James Van Der Beek | James Van Der Beek | 1.01–2.19            |                      | Gerrit Schmidt-Foß |
| Eli Webber         | Michael Blaiklock  | 1.01–2.19            |                      | Tobias Schmidt     |
| Mark Reynolds      | Eric André         | 1.01–2.19            |                      | Leonhard Mahlich   |
| Robin              | Liza Lapira        | 1.01–1.07            | 2.05–2.19            | Uschi Hugo         |
| Luther Wilson      | Ray Ford           | 2.01–2.19            | 1.02–1.07            | Florian Halm       |
| Connie Colburn     | Eve Gordon         |                      | 1.01–2.19            | Silvia Mißbach     |
| Donald Colburn     | Peter Mackenzie    |                      | 1.01–2.19            | Uwe Büschken       |
| Pastorin Jin       | Rosalind Chao      |                      | 1.05–2.19            | Meylan Chao        |

## Ausstrahlung
Vereinigte Staaten
Die Pilotfolge lief am 11. April 2012 auf ABC und erreichte 6,91 Millionen Zuschauer. Während der ersten Staffel verlor die Serie immer mehr Zuschauer, sodass das Staffelfinale am 23. Mai 2012 nur noch 5,60 Millionen Zuschauer hatte. Während der Ausstrahlung der ersten elf Episoden der zweiten Staffel, die vom 23. Oktober 2012 bis zum 15. Januar 2013 lief, brachen die Einschaltquoten am Dienstag im Doppelpack mit Happy Endings noch weiter ein. Schließlich nahm ABC die Serie im Januar 2013 von ihrem Sendeplan.
Die restlichen acht Folgen der zweiten Staffel wurden in den USA nicht im Fernsehen gezeigt, sondern wurden ab Mai 2013 auf der Senderwebsite ABC.com, im iTunes Store und beim Video-on-Demand-Service Hulu veröffentlicht.
Deutschland
Die Ausstrahlungsrechte für Deutschland sicherte sich die ProSiebenSat.1 Media bereits im März 2012. Die Ausstrahlung der Pilotfolge war am 28. Februar 2013 als Preview nach dem Auftakt der achten Staffel von Germany’s Next Topmodel auf ProSieben zu sehen. Die reguläre Ausstrahlung der ersten Staffel erfolgte dann im Anschluss vom 5. März bis zum 9. April 2013 immer dienstags. Im Durchschnitt verfolgten 1,18 Millionen Zuschauer (11,1 Prozent) der werberelevanten Zielgruppe und 1,37 Millionen Zuschauer (5,1 Prozent) des Gesamtpublikums die sieben Episoden der ersten Staffel.
Die ersten acht Episoden der zweiten Staffel wurden direkt im Anschluss vom 16. April bis zum 28. Mai 2013 gezeigt. Die Ausstrahlung vier weiterer Episoden, darunter auch einer in den USA unausgestrahlten Episode, folgte vom 3. bis zum 24. September 2013. Danach beendete ProSieben die Ausstrahlung aufgrund der schlechten Quoten. Ab dem 21. November 2013 strahlte ProSieben die komplette Serie im Nachtprogramm erneut aus, wobei ab dem 7. Februar 2014 die restlichen sieben Episoden der zweiten Staffel zu sehen waren.
Österreich
In Österreich strahlte der Sender Puls 4 die komplette Serie vom 1. September bis zum 17. November 2013 jeweils am Sonntag in Doppelfolgen aus.

## Episodenliste

### Staffel 1
| Nr. (ges.) | Nr. (St.) | Deutscher Titel       | Originaltitel  | Erstausstrahlung USA | Deutschsprachige Erstausstrahlung (D) | Regie            | Drehbuch                      |
| ---------- | --------- | --------------------- | -------------- | -------------------- | ------------------------------------- | ---------------- | ----------------------------- |
| 1          | 1         | Don’t Trust the Bitch | Pilot          | 11. Apr. 2012        | 28. Feb. 2013                         | Jason Winer      | Nahnatchka Khan               |
| 2          | 2         | Daddy’s Girl          | Daddy’s Girl…  | 18. Apr. 2012        | 5. März 2013                          | Michael Spiller  | Nahnatchka Khan               |
| 3          | 3         | Rabenmutter           | Parent Trap…   | 25. Apr. 2012        | 12. März 2013                         | Chris Koch       | Sally Bradford McKenna        |
| 4          | 4         | New Cool June         | The Wedding…   | 2. Mai 2012          | 19. März 2013                         | Chris Koch       | Casey Johnson & David Windsor |
| 5          | 5         | Marmelade             | Making Rent…   | 9. Mai 2012          | 26. März 2013                         | Michael Spiller  | Corey Nickerson               |
| 6          | 6         | Einfach nur Sex       | It’s Just Sex… | 16. Mai 2012         | 2. Apr. 2013                          | Nanette Burstein | Billy Finnegan                |
| 7          | 7         | Shitagi Nashi         | Shitagi Nashi… | 23. Mai 2012         | 9. Apr. 2013                          | Wendey Stanzler  | Casey Johnson & David Windsor |

### Staffel 2
| Nr. (ges.) | Nr. (St.) | Deutscher Titel                | Originaltitel              | Erstausstrahlung USA | Deutschsprachige Erstausstrahlung (D/A) | Regie             | Drehbuch                      |
| ---------- | --------- | ------------------------------ | -------------------------- | -------------------- | --------------------------------------- | ----------------- | ----------------------------- |
| 8          | 1         | Das Revival                    | A Reunion…                 | 23. Okt. 2012        | 16. Apr. 2013                           | Wendey Stanzler   | Nahnatchka Khan               |
| 9          | 2         | Liebe und Monster              | Love and Monsters…         | 30. Okt. 2012        | 23. Apr. 2013                           | Victor Nelli, Jr. | Sally Bradford McKenna        |
| 10         | 3         | Sexiest Man Alive              | Sexy People…               | 13. Nov. 2012        | 30. Apr. 2013                           | Lev L. Spiro      | Corey Nickerson               |
| 11         | 4         | Das Thanksgiving-Wunder        | It’s a Miracle…            | 20. Nov. 2012        | 30. Apr. 2013                           | Rebecca Asher     | Casey Johnson & David Windsor |
| 12         | 5         | Mit allen Mitteln              | Whatever It Takes…         | 4. Dez. 2012         | 7. Mai 2013                             | Henry Chan        | David Hemingson               |
| 13         | 6         | Bar-Lügen                      | Bar Lies…                  | 11. Dez. 2012        | 14. Mai 2013                            | Aundre Johnson    | Laura McCreary                |
| 14         | 7         | Ein Wochenende in den Hamptons | A Weekend in the Hamptons… | 18. Dez. 2012        | 21. Mai 2013                            | David Hemingson   | Billy Finnegan                |
| 15         | 8         | Paris                          | Paris…                     | 6. Jan. 2013         | 28. Mai 2013                            | Jeffrey Walker    | Laura McCreary                |
| 16         | 9         | Die unmoralische Nachbarin     | The Scarlet Neighbor…      | 8. Jan. 2013         | 3. Sep. 2013                            | Wendey Stanzler   | Laura McCreary                |
| 17         | 10        | Böse Mädchen                   | Mean Girls…                | 13. Jan. 2013        | 10. Sep. 2013                           | Chris Koch        | Sally Bradford McKenna        |
| 18         | 11        | Dating Games                   | Dating Games…              | 15. Jan. 2013        | 17. Sep. 2013                           | Gail Mancuso      | Erik Durbin                   |
| 19         | 12        | Das Leck                       | The Leak…                  | Nur Online           | 24. Sep. 2013                           | Michael Spiller   | Tina Kil                      |
| 20         | 13        | Das Sex-Date                   | Monday June…               | Nur Online           | 3. Nov. 2013                            | Fred Goss         | David Hemingson               |
| 21         | 14        | Immer Ärger mit Teddy          | Teddy Trouble…             | Nur Online           | 3. Nov. 2013                            | Gail Mancuso      | Billy Finnegan                |
| 22         | 15        | Das Jahreszeugnis              | The D…                     | Nur Online           | 10. Nov. 2013                           | Jeffrey Walker    | Jeff Chiang & Eric Ziobrowski |
| 23         | 16        | Das verbitchte siebte Jahr     | The Seven Year Bitch…      | Nur Online           | 10. Nov. 2013                           | Stuart Bass       | Tina Kil                      |
| 24         | 17        | Die anonyme Alkoholikerin      | Using People…              | Nur Online           | 17. Nov. 2013                           | Michael McDonald  | Sally Bradford McKenna        |
| 25         | 18        | Ocupado                        | Ocupado…                   | Nur Online           | 17. Nov. 2013                           | David Hemingson   | Casey Johnson & David Windsor |
| 26         | 19        | Chloes Traum                   | Original Bitch…            | Nur Online           | 17. Nov. 2013                           | Nahnatchka Khan   | Corey Nickerson               |

## Rezeption

### Kritik
„Das Konzept geht auf und was folgt, sind 22 Minuten eines soliden Single-Kamera-Comedypiloten. Darüber hinaus ist er gespickt mit den mittlerweile gängigen Stilmitteln wie Cutaways und einem Flashback, die einen Teil der Exposition und der Prämissenerklärung übernehmen. Gewürzt wird das Ganze durch eine Handvoll Supporting Characters, wie den Stalker-Nachbarn und die Ex-Arbeitskollegen, die jetzt schon liebenswerter, verdrehter und interessanter sind als so manches, was die Multi-Kamera-Comedys wie 2 Broke Girls, Whitney oder Are you there, Chelsea? in dieser TV-Season geboten haben. Dazu kommt eine herrlich überzogene Version von Dawson's Creek-Hauptdarsteller James Van Der Beek als er selbst, kompetente Hauptdarstellerinnen und fertig ist ein vielversprechender Comedyneustart.“